# Raphael Courteville
Raphael Courteville, auch Ralph Courteville, Cortevil, Courtaville und Courtivill, (* 1675 oder 1676; † Juni 1772) war ein englischer Sänger, Organist und Komponist.

## Leben
Er war zunächst Chorknabe und Sänger der Chapel Royal und erhielt im Jahre 1691 die Stelle als erster Organist an St. James in Westminster, die er 81 (!) Jahre lang behielt. Seit 1753 erhielt er allerdings die dauerhafte Hilfe eines Assistenten. Bekannt wurde eine Hymne „St. James“ (1697), daneben schuf er etliche Lieder und Arien, aber auch Instrumentalmusik, darunter 6 Sonaten. Gemeinsam mit Henry Purcell (und weiteren Komponisten) schrieb er die Musik zur Oper Don Quixote auf ein Libretto von Thomas d’Urfey.